# Partito Radicale
Die Partito Radicale (italienisch für Radikale Partei, kurz PR) war eine italienische Partei radikal-liberaler Ausrichtung, die von 1955 bis 1989 bestand. Sie setzte sich für größtmögliche Freiheit des Einzelnen, gegen Verbote und Gewalt ein und kämpfte als entschieden laizistische Partei gegen den großen Einfluss der katholischen Kirche.
1989 wurde die PR zu einer transnationalen Partei (Partito Radicale Transnazionale). Anschließend wurde eine neue Wahlliste (Lista Marco Pannella) gegründet.

## Geschichte

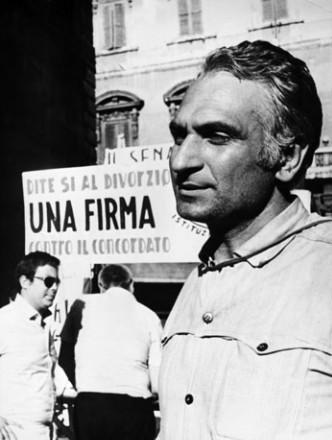
Marco Pannella bei der Unterschriftensammlung für das Recht zur Ehescheidung (1974)

Die Partei entstand 1955 als eine linke Abspaltung von der bürgerlich-liberalen Partito Liberale Italiano unter dem Namen Partito Radicale dei Liberali e Democratici Italiani (PRLDI, Radikale Partei der italienischen Liberalen und Demokraten). Neben dem linken Flügel der PLI schlossen sich auch ehemalige Mitglieder der 1946 aufgelösten liberal-sozialistischen Partito d’Azione der neuen Partei an. Zu deren Gründern gehörten Ernesto Rossi, Marco Pannella und Sergio Stanzani. Der sperrige Name wurde 1958 zu Partito Radicale verkürzt. Im selben Jahr trat die Partei im Bündnis mit der linksliberalen PRI zur Parlamentswahl an. Es erhielt 1,4 % der Stimmen und die PR bekam sechs Sitze im Abgeordnetenhaus. In den 1960er- und beginnenden 1970er-Jahren enthielt sie sich dagegen der Wahlteilnahme und war ausschließlich außerparlamentarisch aktiv.
In den 1970er- und 80er-Jahren war sie vor allem mit Referenden, z. B. zur Ehescheidung (1974) und gegen Kernenergie (1987), erfolgreich. Auch ihre Kampagne zur völligen Liberalisierung des Schwangerschaftsabbruchs (1981) erregte Aufmerksamkeit, wurde jedoch klar abgelehnt. Im Februar 1976 ging Radio Radicale auf Sendung, das zum wichtigsten Medium der Partei wurde. Im selben Jahr trat sie wieder zur Wahl an und zog mit vier Abgeordneten in das Parlament ein. Den Höhepunkt ihrer Popularität erreichte die Partei 1979, als sie bei der italienischen Parlamentswahl 3,45 % (18 Sitze in der Abgeordnetenkammer, 2 Senatoren) und bei der Europawahl 3,7 % der Stimmen (3 Sitze im Europaparlament) erhielt, was jeweils über 1,2 Millionen Wählern entsprach.
Die Radikalen nahmen in dieser Zeit die Rolle einer Alternativ- und Umweltpartei ein, analog zu den grünen Parteien in anderen westeuropäischen Ländern. Sie wurde so zum Sammelbecken von (ehemaligen) Aktivisten der undogmatischen Linken und der neuen sozialen Bewegungen. In dieser Zeit war die PR assoziiertes Mitglied der War Resisters International (WRI) als der französische Totalverweigerer Jean Fabre Generalsekretär der PR war. Die PR gehörte 1979 zu den Gründungsmitgliedern der Europäischen Ökologischen Aktion (ECOROPA) und anschließend der Koordination grüner und radikaler Parteien, den frühesten Vorläufern der heutigen Europäischen Grünen Partei. Die „reinen“ grünen Parteien drängten die Radikalen (und ihre niederländischen „Verwandten“ von der Politieke Partij Radikalen) aber 1983 aus dem Verband, an der Europäischen Koordination Grüner Parteien (ab 1984) waren sie nicht mehr beteiligt. Bis 1984 saßen die Europaparlamentarier der PR in der Technischen Fraktion der Unabhängigen (CDI). Zur Gründung der Regenbogenfraktion wurden sie nicht eingeladen, da einige der beteiligten Parteien schlechte Erfahrungen mit Marco Pannella gemacht hatten. Daher waren sie anschließend fraktionslos.

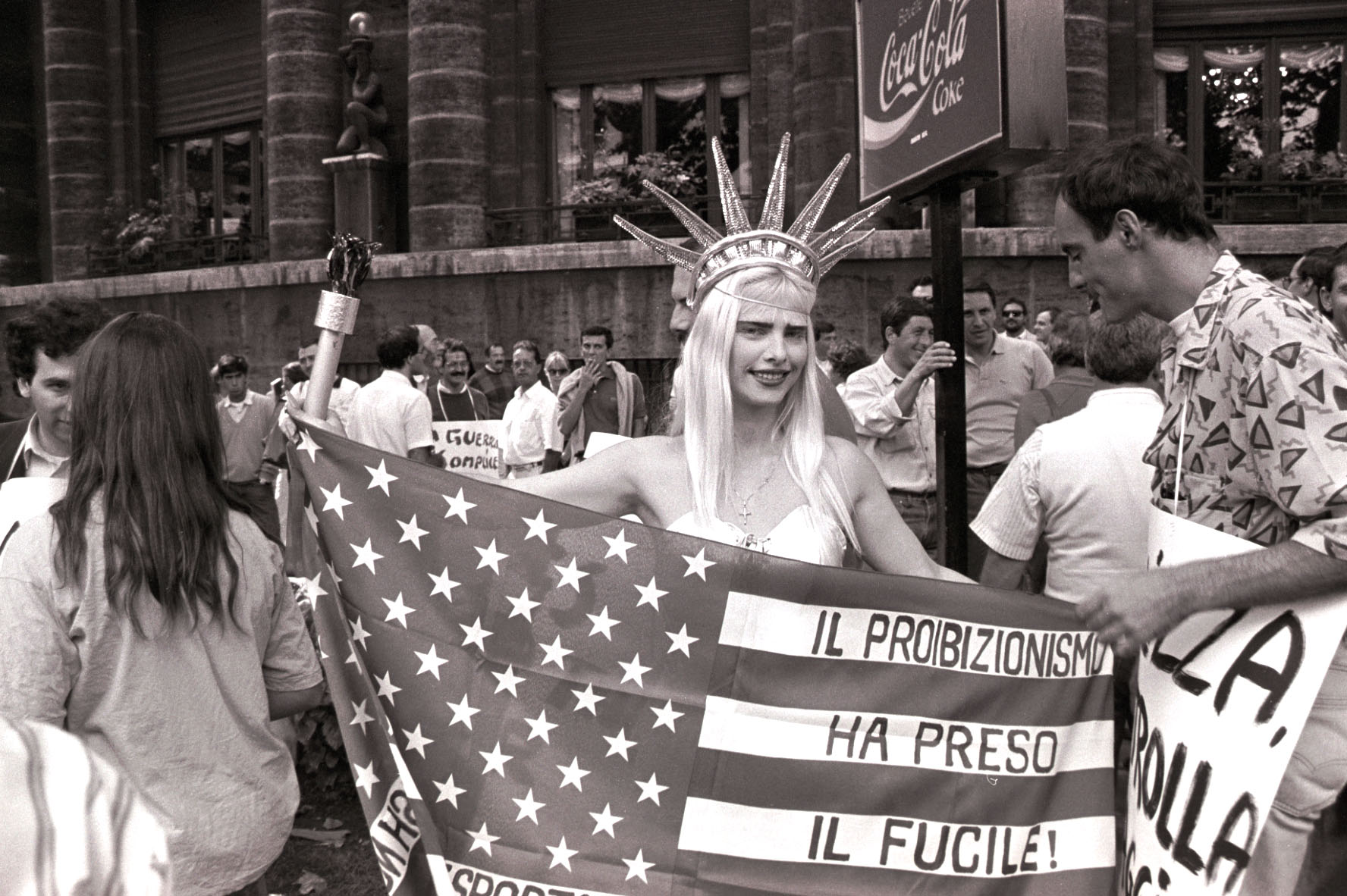
Ilona Staller bei einer Anti-Prohibitions-Demo in Rom (1989)

Innerhalb Italiens kooperierte die PR, die vorwiegend bei nationalen Wahlen antrat, aber weiterhin mit den ab 1982/83 entstandenen Grünen Listen, die zunächst ausschließlich auf lokaler und regionaler Ebene kandidierten. Erst als die Lista Verde 1987 zur nationalen Parlamentswahl antrat, wurden sie zu Konkurrenten. Bei dieser Wahl und in der Legislaturperiode bis 1992 erregte die PR-Abgeordnete Ilona Staller, bekannt als Porno-Darstellerin Cicciolina, Aufsehen. Eine Reihe von Mitgliedern wechselte 1989 zu den Verdi Arcobaleno (Regenbogen-Grünen), darunter Francesco Rutelli und Maria Adelaide Aglietta.
1989 benannte sich die Partito Radicale in Partito Radicale Transnazionale (TRP) um und strukturierte sich neu als transnationale Bewegung. 1995 erfolgte die Anerkennung durch die Vereinten Nationen als Nichtregierungsorganisation. Gemäß den Regeln für NGOs konnte die TRP nicht an Wahlen teilnehmen. Ihre Mitglieder traten aber mit formell unabhängigen Listen an, die nach dem jeweiligen Spitzenkandidaten benannt waren: bis 1993 Lista Marco Pannella, anschließend Lista Emma Bonino (mit Emma Bonino). Im Jahr 2001 gründeten sich die Radicali Italiani, die wieder formell als Partei registriert sind.

## Positionen
Zu den Prinzipien der Partei gehörten die Bewahrung von Demokratie, Rechtsstaat und Bürgerrechten, Gewaltfreiheit, Pazifismus, Antimilitarismus und Antiautoritarismus, Antiklerikalismus, die Verteidigung der Religionsfreiheit und das Eintreten für den Laizismus, eine liberale Drogenpolitik, Umweltschutz und europäischer Föderalismus.
Der Politikwissenschaftler Stefan Köppl beschreibt sie als „exzentrische[n] Stachel im Fleisch der etablierten Parteien, der mit seinen Positionen quer zu allen Fronten lag“ und als „radikal linksliberales Sammelbecken progressiver Intellektueller“.

## Sekretäre
- Mario Pannunzio (1956–1959)
- Leopoldo Piccardi, Arrigo Olivetti, Franco Libonati (1959–1962)
- Bruno Villabruna (1962–1963)
- Luca Boneschi, Vittorio Luppi, Marco Pannella (1963–1967)
- Gianfranco Spadaccia (1967–1968)
- Mauro Mellini (1968–1969)
- Angiolo Bandinelli (1969–1970)
- Roberto Cicciomessere (1970–1971)
- Angiolo Bandinelli (1971–1973)
- Giulio Ercolessi (1973–1974)
- Gianfranco Spadaccia (1974–1976)
- Maria Adelaide Aglietta (1976–1978)
- Jean Fabre (1978–1979)
- Giuseppe Rippa (1979–1980)
- Francesco Rutelli (1980–1981)
- Marco Pannella (1981–1983)
- Roberto Cicciomessere (1983–1984)
- Giovanni Negri (1984–1988)

## Bekannte Mitglieder
- Emma Bonino (* 1948), ehemalige Senatspräsidentin und Außenministerin
- Maria Antonietta Macciocchi (1922–2007), Frauenrechtlerin und Mitglied des Europäischen Parlaments
- Domenico Modugno (1928–1994), Liedermacher und ehemaliger Parteivorsitzender
- Toni Negri (1933–2023), linker Aktivist und Abgeordneter
- Marco Pannella (1930–2016), Mitbegründer der Partei, Abgeordneter und Mitglied des Europäischen Parlaments
- Francesco Rutelli (* 1954), ehemaliger Bürgermeister von Rom und Abgeordneter
- Leonardo Sciascia (1921–1989), Schriftsteller und Mitglied des Europäischen Parlaments
- Adriano Sofri (* 1942), linker Aktivist
- Ilona Staller (* 1951), Pornodarstellerin und Abgeordnete
- Enzo Tortora (1928–1988), Journalist, Abgeordneter und Parteivorsitzender
- Elio Vittorini (1908–1966), Schriftsteller, Publizist und Übersetzer